# 187 aC
El 187 aC va ser un any del calendari romà prejulià. Durant la República i l'Imperi Romà, era conegut com a any del consolat de Lèpid i Flamini (o també any 567 ab urbe condita o de la fundació de la ciutat). L'ús del nom «187 aC» per referir-se a aquest any es remunta a l'alta edat mitjana, quan el sistema Anno Domini va ser el mètode de numeració dels anys més comú a Europa.

## Esdeveniments

### Imperi Selèucida
- Seleuc IV Filopàtor puja al tron sense oposició a la mort del seu pare Antíoc III. La derrota d'Antíoc a mans dels romans i la pau ignominiosa que va haver de signar, minven molt el poder de l'Imperi Selèucida.[2]

### Antiga Roma
- Aquest any són elegits cònsols Marc Emili Lèpid i Gai Flamini.[3]
- El dos cònsols obtenen Ligúria com a província, però Lèpid es molesta, perquè la volia sencera per ell. Finalment els dos cònsols van a la seva província i combaten els lígurs. Flamini derrota els triniats i els desarma, i després ataca i sotmet als apuans, una altra tribu lígur que havia envaït territoris de Pisa i Bononia. Per no tenir les tropes desocupades comença la construcció d'una via romana entre Bonònia i Ariminum i el seu col·lega una altra entre Placentia i Ariminum que s'havien d'ajuntar a la via Flamínia.[4][5]
- Emili Lèpid, segons Titus Livi, després de sotmetre els lígurs, inicia la construcció de la via Emília, que anava de Placentia a Ariminium, on s'unia amb la via Flamínia.[3] Estrabó en dona una versió diferent, i diu que es construeix per anar d'Ariminium a Bononia, i des d'allí, esquivant uns aiguamolls i passant al peu dels Alps, fins a Aquileia.[6]
- Els tribuns de la plebs anomenats Petil·lis obliguen als germans Luci Corneli Escipió Asiàtic i Publi Corneli Escipió Africà a retre comptes dels diners rebuts d'Antíoc III. Luci presenta els comptes, però Publi no ho fa, per orgull i estripa davant del Senat tots els documents financers de la campanya. Luci va a judici aquell mateix any i és declarat culpable i condemnat a una forta multa. El tribú de la plebs Gai Minuci Augurí exigeix el seu empresonament fins al pagament. Publi obliga el tribú a alliberar al seu germà, i la cosa podia haver acabat malament, però Tiberi Semproni Grac, pare del famós tribú, que exerceix també de tribú de la plebs, allibera Luci, confiscant-li la seva propietat.[7]
- Marc Furi Nobílior, que havia governat Grècia com a procònsol l'any anterior (188 aC), retorna a Roma i celebra un esplèndid triomf.[8]
- Marc Furi Cràssipes és pretor i rep la província de la Gàl·lia Cisalpina. Per trobar un pretext per fer la guerra confisca les armes dels cenòmans sense causa justificada. Els cenòmans apel·len al Senat, que ordena a Cràssipes de retornar les armes confiscades i sortir de la província.[9]

## Necrològiques
- Antíoc III, rei selèucida, per pagar la indemnització que l'imposava el Tractat d'Apamea ha de recórrer al saqueig dels temples. Mentre saqueja el temple de Bel a Elimaida, resulta mort.[10]